# Hatje Cantz Verlag
Hatje Cantz ist ein seit 1945 bestehender international agierender Fachverlag für Kunst, Architektur, Fotografie, Design und Lifestyle. 2021 erweiterte Hatje Cantz das Programm um Kinder-Kunst-Publikationen. Aktuell erscheinen jährlich rund 200 neue Titel im Verlagsprogramm. Im Rahmen der Edition Hatje Cantz veröffentlicht der Verlag u. a. Arbeiten auf Papier, Fotografien und Objekte renommierter Künstler in limitierten und signierten Auflagen. Hatje Cantz gehört seit 2011 zur Ganske Verlagsgruppe.

## Verlagsgeschichte
Gerd Hatje gründete im Jahr 1945 den Humanitas Verlag, in dem Novellen, Romane und Stücke der Weltliteratur erschienen. Der damals 30-jährige Schriftsetzer Hatje erhielt seine Verlagslizenz von der Militärregierung. Ab 1947 firmierte dieser als „Verlag Gerd Hatje“ mit Sitz in Stuttgart. In den fünfziger Jahren konzentrierte Hatje sein Verlagsprogramm auf Bildende Kunst, moderne Architektur und internationales Design. Er pflegte Kontakte zu zahlreichen Künstlern, wie Le Corbusier, Alberto Giacometti oder Henri Matisse. Zeitgleich entwickelte sich die Dr. Cantz’sche Druckerei, 1933 von Hugo Cantz gegründet und nach dem Krieg von seinem Sohn Walter weitergeführt, zu einer der führenden Druckereiadressen für Kunstbücher. Dem Wunsch der Künstler entsprechend, ihre bei der Dr. Cantz’schen Druckerei produzierten limitierten Privatdrucke und Editionen  in größerer Auflage auch im Buchhandel wiederzufinden, kam es schließlich zur Gründung der „edition cantz“. Dank des in den achtziger Jahren boomenden Kunst- und Katalogbuchmarkts eröffnete sich so ein neues Betätigungsfeld.
Als Fortführung seines Interesses, moderne Kunst, Architektur und Fotografie auch über das Medium Buch hinaus erfahrbar zu machen, bot Gerd Hatje seiner kunstinteressierten Leserschaft in den 1960er Jahren erstmals eine kleine Radierung des spanischen Künstlers Eduardo Chillida an. Als Impulsgeber der Branche ebnete er somit früh den Weg für einen damals noch neuen Programmbereich. Seither erschienen im Hatje Cantz Verlag regelmäßig Arbeiten auf Papier, Fotoarbeiten und Kunstobjekte in limitierten, signierten Auflagen.
Im Jahr 1990 verkaufte Gerd Hatje im Alter von 75 Jahren seinen Verlag an die Dr. Cantz’sche Druckerei. 1993 erfolgte deren Übernahme durch die J. Fink-Druckerei. Die Kunsthistorikerin Annette Kulenkampff übernahm 1995 die Programmplanung und später die Geschäftsführung. Zunächst wurden der Verlag Gerd Hatje und die edition cantz unabhängig voneinander weitergeführt. Im Oktober 1995 übernahm Kulenkampff die Programmplanung für beide Häuser. 1999 wurden sie schließlich zu „Hatje Cantz“.
Kulenkampff intensivierte als Verlegerin die Zusammenarbeit mit internationalen Museen und baute die Collector’s Editions aus. 2006 eröffnete Hatje Cantz unter der Leitung von Kunst- und Architekturhistorikerin Cristina Steingräber eine Dependance in Berlin. Gerd Hatje verstarb am 24. Juli 2007.
2011 übernahm Heinz Wurzel die Dr. Cantz’sche Druckerei und die Edition Cantz. Unter dem Dach der Wurzel Mediengruppe firmiert die Traditionsdruckerei als Dr. Cantz’sche Druckerei Medien. Im gleichen Jahr wurde nach der Insolvenz der J. Fink Holding Hatje Cantz Teil der Hamburger Ganske Verlagsgruppe. Im Juli 2013 trat Cristina Steingräber als Geschäftsführerin und Verlegerin die Nachfolge von Annette Kulenkampff an. 2015 feierte der Hatje Cantz Verlag den hundertsten Geburtstag von Gerd Hatje und zugleich das 70-jährige Bestehen des Verlags. 2016 kam der Kunsthistoriker und Journalist Holger Liebs als Programmdirektor zu Hatje Cantz. Im Juni verließ Cristina Steingräber nach elf Jahren den Verlag. Ihr folgte Holger Liebs nach, der seit Juli 2017 den Hatje Cantz Verlag gemeinsam mit dem Geschäftsführer Thomas P. J. Feinen bis 2018 leitete. Seit November 2018 führten Sven Fund und Nicola von Velsen den Verlag, die seit 2021 die Geschäftsführung und Programmleitung innehaben.